# مناطق مورد مناقشه شمال عراق
- برآورد تقریبی[الف] از مناطق مورد مناقشه (از جمله اقلیم کردستان)

برآورد تقریبی از مناطق مورد مناقشه (از جمله اقلیم کردستان)
اقلیم کردستان
قلمرو ادغام شده و به رسمیت شناخته نشده
سایر قلمروهای ادعا شده و تحت کنترل
دیگر قلمروهای ادعا شده
بقیه عراق

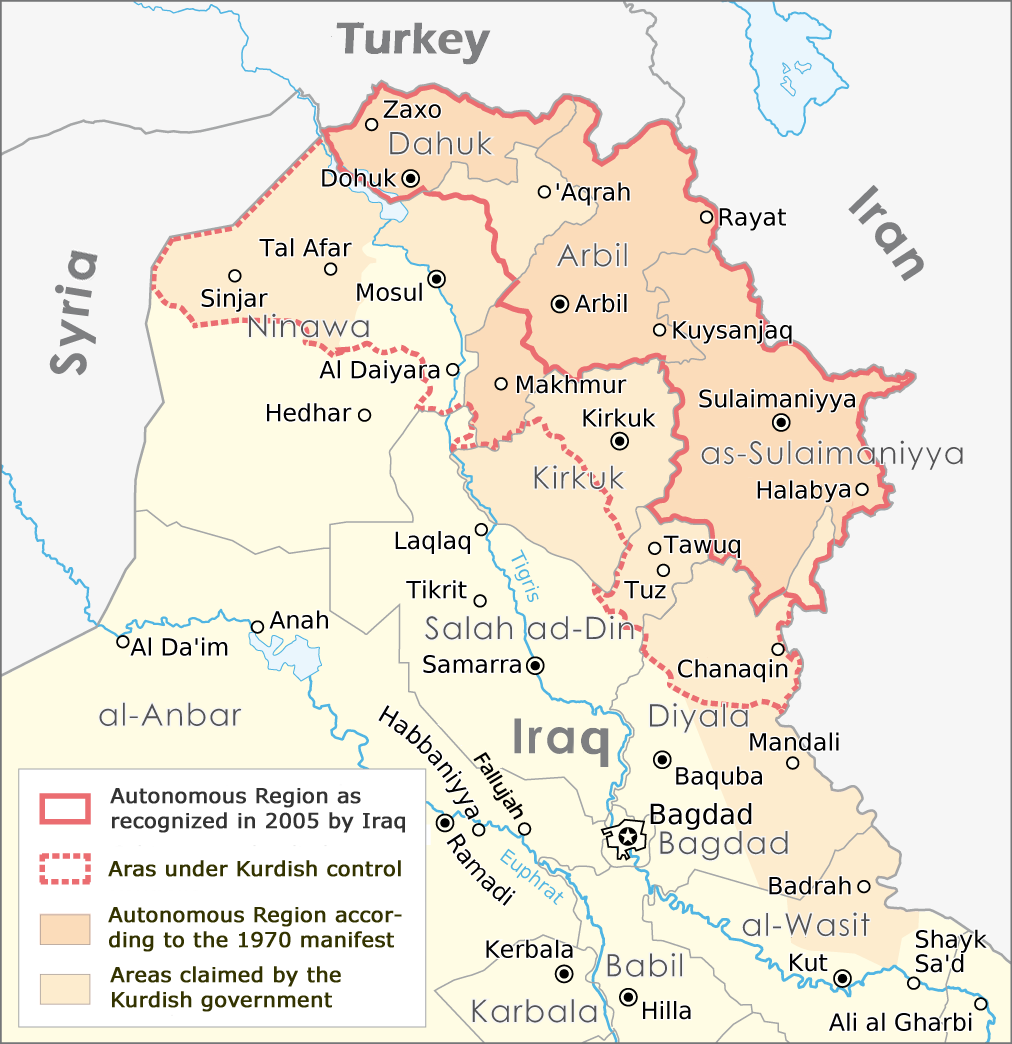
مناطق مورد اختلاف در شمال عراق (۲۰۰۸)

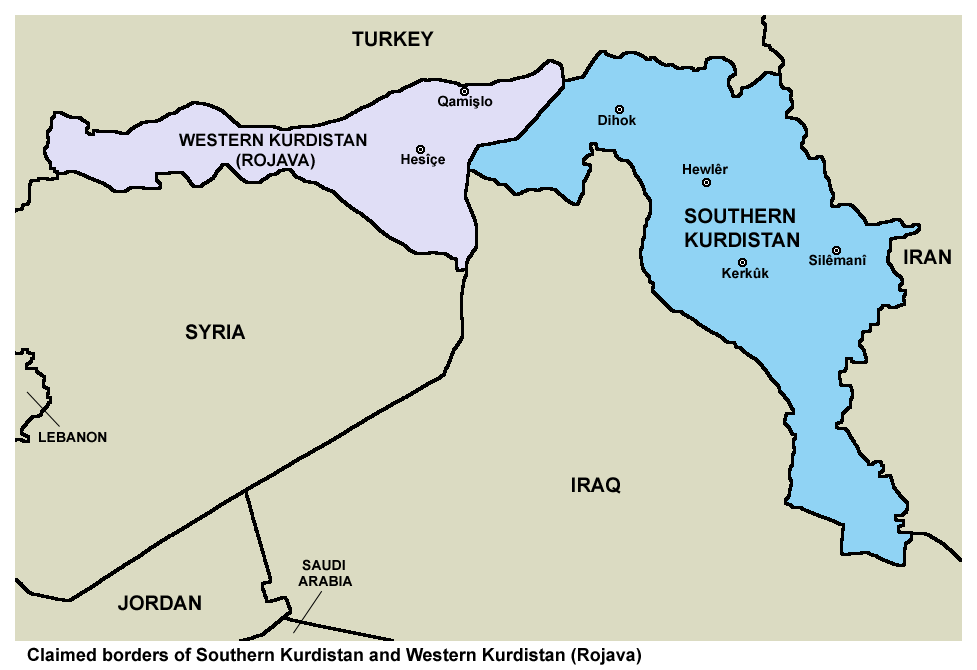
نقشه مرزهای مورد ادعای کردستان را نشان می‌دهد

مناطق مورد مناقشه شمال عراق شامل مناطق مورد اختلاف بین دولت فدرال عراق و اقلیم کردستان عراق است که مناطق کردنشین خارج از کنترل اقلیم کردستان را شامل می‌شود که شامل همه یا بخشی از استان‌های واسط، دیاله، صلاح‌الدین، کرکوک، نینوا و میسان در کشور عراق است. دولت فدرال عراق و اقلیم کردستان بر سر اداره این مناطق و استفاده از منابع نفتی آن، اختلاف و درگیری دارند.

## مساحت
بر طبق یک برآورد در دهه ۷۰ میلادی مساحت مناطق کردستان عراق به شرح زیر است:
| استان | مساحت کل | مساحت مناطق داخل کردستان |
| ----- | -------- | ------------------------ |
| کرکوک | ۱۹٬۵۴۳   | ۱۹٬۵۴۳                   |
| نینوا | ۳۸٬۰۷۰   | ۱۱٬۰۰۰                   |
| دیاله | ۱۵٬۷۴۲   | ۵٬۵۰۰                    |
| واسط  | ۱۴٬۸۱۴   | ۸۹۵                      |
| کل    | ۸۸٬۱۶۹   | ۳۶٬۹۳۸                   |

## شهرهای مهم مورد مناقشه
- کرکوک
- طوز خورماتو
- شنگال
- خانقین
- مندلی
- بعشیقه
- مخمور
- موصل
- التون کوپری
- نفت خانه